# Apogon-brasileiro
O apogon-brasileiro (nome científico: Apogon americanus) é um espécie de peixe da família dos apogonídeos (Apogonidae), descrito por François-Louis de Castelnau em 1855.

## Distribuição
O apogon-brasileiro é endêmico da costa do Brasil no Oceano Atlântico, desde 160 quilômetros a sudeste da foz do rio Amazonas, ao longo da costa nordeste até a costa sul de Santos, no estado de São Paulo, inclusive nos arquipélagos de Fernando de Noronha e São Pedro e São Paulo e na Serra Vitória-Trindade. É encontrado de 0 a 70 metros de profundidade, mas é mais comumente identificado de 0 a 35 metros. Habita poças rochosas e recifes, ocultando-se em fendas durante o dia.

## Descrição
O apogon-brasileiro tem porte pequeno, atingindo até 10,1 centímetros de comprimento padrão. Seu corpo é avermelhado com uma faixa preta ao redor dos olhos.

## Biologia e ecologia
O apogon-brasileiro é ativo principalmente ao anoitecer e se alimenta de zooplâncton e pequenos crustáceos. Como outros apogonídeos, apresenta cuidado parental com incubação bucal paterna: o macho retém os ovos na boca até a eclosão. Maturidade sexual e comportamento de desova indicam reprodução por agregação e emparelhamento antes da incubação.

## Conservação
A União Internacional para a Conservação da Natureza (UICN) classifica o apogon-brasileiro como pouco preocupante (LC), pois a espécie tem ampla distribuição e é comum em sua área. Embora seu habitat possa estar degradado em parte de sua área de distribuição e embora seja eventualmente coletado para uso no comércio de peixes ornamentais marinhos, não há dados que justifiquem considerar a espécie como vulnerável ou em perigo. Em 2018, foi classificada como pouco preocupante (LC) no Livro Vermelho da Fauna Brasileira Ameaçada de Extinção do Instituto Chico Mendes de Conservação da Biodiversidade (ICMBio).